# Bestseller

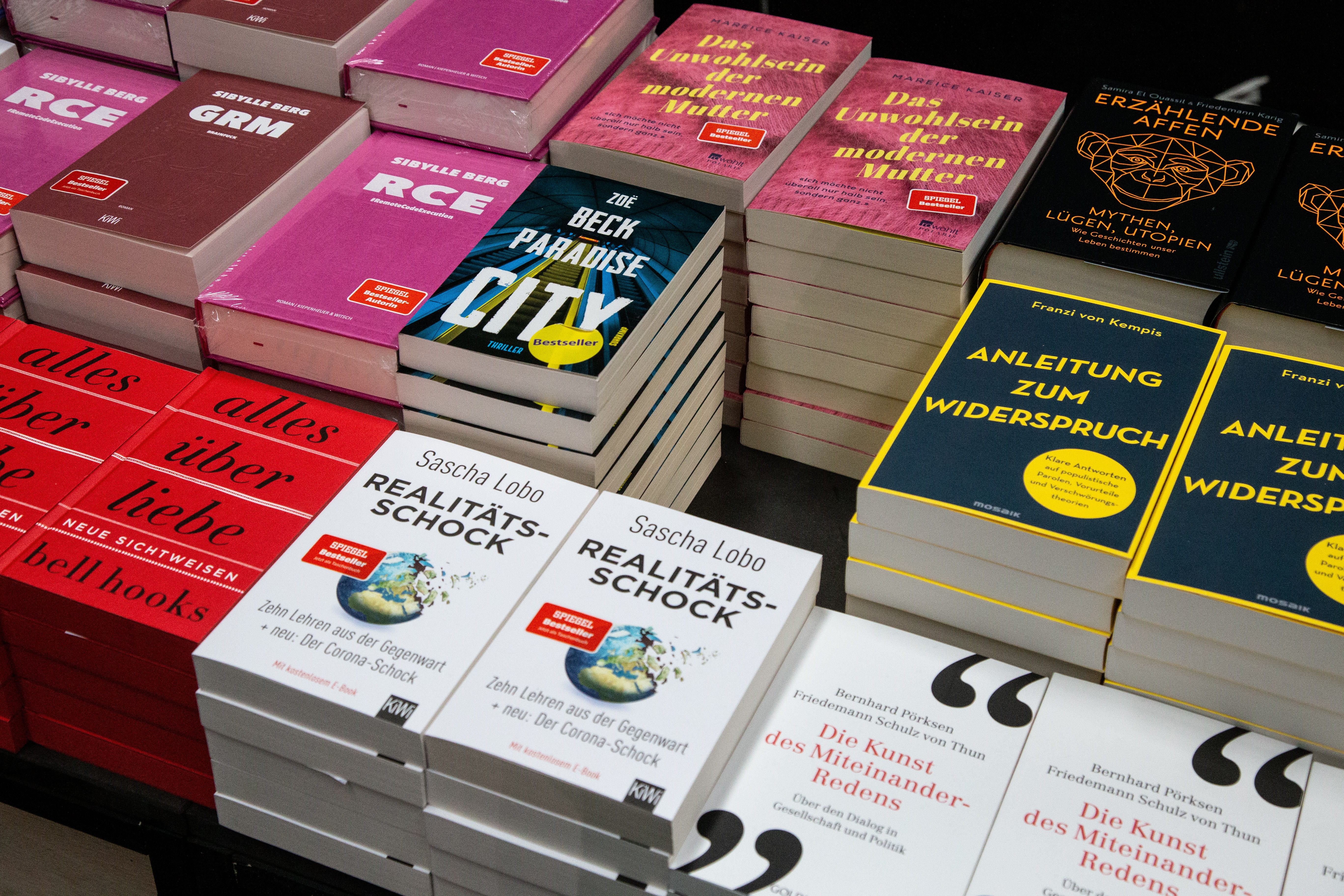
Bücher mit Aufklebern („Spiegel-Bestseller“ und „Spiegel-Bestsellerautorin“, 2022)

Bestseller (englisch best, „am besten“ und to sell, „verkaufen“) ist ein Anglizismus für Handelsartikel, deren Absatzvolumen überdurchschnittlich hoch ist. Solche Artikel werden in Bestsellerlisten aufgenommen. Verkauft sich ein Artikel mindestens eine Million Mal, spricht man insbesondere in der Musikindustrie auch von einem Millionenseller. Das deutschsprachige Synonym Kassenschlager hat seinen Ursprung in der Verwendung des Begriffs Schlager für ein erfolgreiches, massentaugliches und vielfach verkauftes Produkt.

## Wortherkunft und Geschichte
Das Wort Bestseller ist im angelsächsischen Sprachgebrauch erstmals 1889 für Bücher belegt, durchgesetzt hat sich das Wort in der US-amerikanischen Branchenzeitschrift The Bookman, in der 1895 eine erste Bestsellerliste erschien. In deutschen Wörterbüchern erscheint das Wort Bestseller ab 1941. Sonja Marjasch definierte 1946  Bestseller als „Massenartikel, der innerhalb einer bestimmten Zeitspanne, in einem bestimmten Absatzgebiet, im Vergleich zu den übrigen Büchern derselben Gattung (während derselben Zeit am selben Ort) eine Höchstzahl an verkauften Exemplaren erreicht“.
Der Große Brockhaus führt den Begriff seit seiner Auflage 1953. Seit Ende der 1960er Jahre wird insbesondere in Deutschland der Begriff supramedial verwendet, also auch für Kinofilme, Comics oder Schallplatten. Als ältester (deutscher) Bestseller der Literaturgeschichte gilt Das Narrenschiff, 1494 von Sebastian Brant in Basel veröffentlicht. Es wurde erst beinahe drei Jahrhunderte später von Johann Wolfgang von Goethes Die Leiden des jungen Werther abgelöst.
Martin Luthers Übersetzung Das Newe Testament Deutzsch erschien im September 1522 im Folioformat mit einer Auflage zwischen 3000 und 5000 Exemplaren. Bereits im Dezember 1522 war eine zweite Auflage erforderlich, eine dritte folgte 1524 und weitere in späteren Jahren; sein Neues Testament entwickelte sich zum Steadyseller und dürfte zu seinen Lebzeiten etwa 200.000 Exemplare verkauft haben. Christian Fürchtegott Gellerts Fabeln und Erzählungen (1746–1748) fanden große Verbreitung. Als 1839 die neue Auflage erschien, war sie innerhalb weniger Monate vergriffen; rasch hintereinander folgten drei weitere Auflagen.
Typische Bestseller der schöngeistigen Literatur sind Daniel Defoes Robinson Crusoe (1719), Jonathan Swifts Gullivers Reisen (1726), Voltaires Candide oder der Optimismus (1759), Harriet Beecher Stowes Onkel Toms Hütte (1852) oder Mark Twains Die Abenteuer des Tom Sawyer (1876). Bereits Goethe erkannte die Bedeutung hoher Verkaufszahlen. Er wird zitiert mit dem Satz „Wer aber nicht eine Million Leser erwartet, sollte keine Zeile schreiben.“
1867 erloschen die Verlagsrechte der deutschen Klassiker und bescherten dem Buchmarkt einen Absatzboom für billige Werkausgaben von Schiller, Goethe und Lessing, die nach zeitgenössischen Angaben innerhalb weniger Tage mit einer Auflage von einer halben Million verkauft werden konnten. Zudem kam es im ausgehenden 19. Jahrhundert durch den Kolportagebuchhandel zur massenhaften Verbreitung von Büchern und Zeitschriften, beispielsweise den Gesellschaftsromanen der ersten deutschen Bestsellerautorin E. Marlitt in der Gartenlaube. Bis heute sind aus dieser Zeit Longseller wie der Struwwelpeter (1844) von Heinrich Hoffmann und Max und Moritz (1865) von Wilhelm Busch in kaum veränderter Form erhältlich.
An die Kolportage schließen in Deutschland die Abenteuerromane von Schriftstellern wie Karl May und Robert Kraft an, die ebenfalls in hohen Auflagen verbreitet werden. Ein weiterer deutscher Bestsellerautor des frühen 20. Jahrhunderts, der nur bedingt dem Trivialroman zuzuordnen ist, ist der Dramatiker Ludwig Ganghofer, dessen Werk bis heute eine Gesamtauflage von mehr als 30 Millionen Exemplaren erreicht hat.
In der Neuzeit entwickelten sich die seit Juni 1997 erschienenen Fantasybücher von Joanne K. Rowlings Harry Potter zu einer unübertroffenen Erfolgsgeschichte. Im Oktober 2000 startet die deutsche Ausgabe von Band 4 mit einer Erstauflage von einer Million Exemplaren, bereits im Dezember 2001 waren die Bücher in 47 Sprachen übersetzt und 123 Millionen Mal verkauft worden, darunter 15 Millionen Exemplare in Deutschland. Weltweit wurden von den sieben Büchern bis 2012 über 450 Millionen Exemplare verkauft. Die Romane sind damit das erfolgreichste Jugendbuch aller Zeiten.
Auch umstrittene Literatur wie Adolf Hitlers Mein Kampf oder Thilo Sarrazins Deutschland schafft sich ab gehören zu den Bestsellern. Bis zum November 1933 wurden von Mein Kampf 854.127 Stück ausgeliefert, der Eher-Verlag nannte für 1933 eine Auflage von 1,182 Millionen. Die Gesamtauflage (einschließlich aller Billigdrucke und Sonderausgaben) erreichte sieben Millionen Exemplare. Mehr als 1,3 Millionen Mal verkaufte sich das im August 2010 erschienene Buch Sarrazins Deutschland schafft sich ab und war damit eines der meistverkauften Politiksachbücher Deutschlands.
In der Literatur besteht als Referenzkategorie die Bestsellerliste, die für verschiedene Instanzen des Literaturbetriebs (Buchverlage, Buchhandel, Käufer) bestimmte direktive Funktionen übernimmt. Der Bestseller wird in diesem Kontext als Listenbestseller bezeichnet. Insbesondere für Romane, aber auch andere Literaturarten, bestehen derartige Listen. Die in diesen Listen enthaltenen Buchtitel oder insbesondere der die Liste anführende Buchtitel werden als Bestseller bezeichnet. Dadurch lässt sich zweifelsfrei ermitteln, welche literarischen Werke am erfolgreichsten waren. Als literaturwissenschaftliche Beschreibungskategorie ist der Bestseller ein Buch, das sich – relativ zu anderen Büchern desselben Typs – innerhalb einer begrenzten Zeitspanne besonders gut verkauft.
Die meisten Sachverständigen für die Ermittlung von Buchbestsellern legen eine untere Absatzgrenze fest, gehen also von der Zahl der verkauften Exemplare aus. Dabei geht es um die Frage, ob ein Werk überhaupt mit dem Titel Bestseller beworben werden darf. Ab 100.000 verkaufter Stücke der Originalausgabe gilt ein Buch als Bestseller. In den Bestsellerlisten jedoch, die auf unterschiedlichen Methoden zur Erhebungen der Absatz- bzw. Verkaufsmengen beruhen, werden keine unteren Grenzen festgelegt. Der Begriff Bestseller wird nicht nur für Listen verwendet, sondern auch in den Kulturseiten der Presse, in Buchkritiken und -beschreibungen.

## Begriffsvarianten des Bestsellers
Sonja Marjasch kam im Zuge ihrer Untersuchungen zum Phänomen Bestseller zu dem Schluss, dass dieser in sich unterteilt werden kann. Diese Unterbegriffe sind allerdings viel weniger an exakten Verkaufszahlen orientiert. In diesem Zusammenhang lassen sich literarische Werke nach der Messzeit, nach dem Umsatz oder der Umsatzdauer eingliedern:
- seller: guter Umsatz; keine festgelegte Umsatzdauer
- good seller: recht guter Umsatz; keine festgelegte Umsatzdauer
- steady seller: guter Umsatz bei langer Umsatzzeit; z. B. die Bibel
- longseller: Werk, das sich über einen langen Zeitraum verkaufen lässt
- fast seller: recht guter Umsatz bei kurzer Umsatzzeit
- bestseller: sehr guter Umsatz innerhalb einer bestimmten Messzeit: Woche, Monat, Jahr
- steady bestseller: sehr guter Umsatz während der Dauer von zwei oder mehr Messzeiten; z. B. Vom Winde verweht

Allerdings sind diese Begriffe rein theoretisch, und die Frage nach dem historischen Hintergrund bzw. Umfeld eines Werkes bleiben unbeantwortet. Sonja Marjasch bezeichnet Bestseller zwar als kulturelle Barometer unserer Zeit, jedoch geht aus ihren Definitionen nicht hervor, wann man ein Buch aus welchem Grund in eine der oben genannten Kategorien einordnet.
Als Zusatz zu den fünf Kategorien Sonja Marjaschs kann der konträre Begriff Worstseller genannt werden. Dieser beschreibt ein Buch, welches während einer langen Umsatzzeit kaum oder sogar fast gar keinen Umsatz erzielen konnte (z. B. Über die Liebe). Seit 2006 bringt der Diogenes Verlag die Novität eines Taschenbuchprospektes mit den eigenen Worstsellern heraus.
Ein anderer weitgehend akzeptierter Ansatz zur Analyse der „Lebensdauer“ eines Buches ist eine in vier Typen aufgegliederte Typologie:
- Bestseller: Novitäten mit aktuellen Themen und/oder von bekannten Autoren
- Longseller: Bibel, klassische Kinderbücher, Klassiker, Nachschlagewerke, Klassiker der Moderne, Lehrbücher
- Steadyseller: Lexika, Loseblatt, Zeitschriften-Abos, wissenschaftliche Periodika
- Problemkinder: Publikumszeitschriften, Novitäten unbekannter Autoren, Tageszeitungen, erklärungs- und überzeugungsbedürftige Titel.

Nach diesem Modell wählen die meisten Buchhändler ihr Sortiment aus und können so abschätzen, ob sie ein ausgewogenes Angebot mit kontrollierbarem Risiko (beispielsweise durch Problemkinder) haben.

## Der Weg zum Bestseller
Ein Buch wird zu einem Bestseller, indem es überdurchschnittlich oft verkauft wird. Die Auflagenerfassung ist oftmals unterschiedlich, woraus sich z. B. bei Büchern ergibt, dass die gängigen Bestsellerlisten nicht synchron sind.
Dass ein Bestseller-Erfolg nicht leicht zu erringen ist, ergibt sich schon daraus, dass in den USA jährlich schätzungsweise 200.000 Bücher auf den Markt kamen, von denen gerade einmal 1 % Bestsellerstatus erreichen können. Dabei ist nicht immer die literarische Qualität eines Buches ausschlaggebend. Ein Buch kann durch eine von Verlag und Literaturvertretung in vielen Einzelheiten geplante Herstellung zum Bestseller gemacht werden. Wichtig für den Erfolg eines Buches sind das richtige Thema zur richtigen Zeit, ein gutes Marketing mit Presse- und Öffentlichkeitsarbeit, sowohl vom Verlag als auch im Bucheinzelhandel. Doch eine Bestsellerkampagne ist längst nicht die Garantie für den Verkaufserfolg.
Auf dem Weg zum Bestseller begegnet ein Buch unterschiedlichen Personen und Institutionen, die über seine Zukunft entscheiden. Zu ihnen gehören Buchhändler, Verlagshäuser, Redakteure, Literaturagenten und die Medien. Die bedeutendsten Verlagshäuser in Deutschland wie unter anderem Bertelsmann, Suhrkamp oder auch der Fischer-Verlag konnten bislang einen Großteil der in Deutschland publizierten Bestseller auf sich vereinigen.
Nicht nur das Buch selbst ist ein Gegenstand von Vermarktungsstrategien, sondern auch der Autor. Insbesondere wenn er bereits einen Bestseller hatte, kann seine Person benutzt werden, um ein neues Werk zu vermarkten. Häufigere Auftritte eines Autors in der Öffentlichkeit und auf verschiedenen Medienplattformen (TV, Internet) können den Verkauf seiner Bücher ebenfalls fördern.
Laut einer empirischen Analyse der Verkaufszahlen von 1.206 Büchern (603 Titel jeweils erschienen als Hardcover und Paperback) haben die verschiedenen Beteiligten und Faktoren unterschiedliche Effekte. So haben beispielsweise bisher an den Autor verliehene literarische Preise einen positiven Effekt für den Hardcover-Verkauf, aber keinen nachweisbaren Effekt für Paperbacks. Für den Faktor der Mundpropaganda verhält es sich jeweils genau umgekehrt.

## Millionenseller
Unter Millionenseller (englisch million seller) versteht man Produkte, von denen eine Stückzahl von mindestens einer Million Exemplaren verkauft worden ist. Es handelt sich dabei um reine Massenprodukte, die diese Verkaufszahlen jedoch nur in entsprechend kaufkräftigen Märkten erzielen können. Inhaltlich ist also der Begriff Millionenseller ein absoluter Begriff, der die erreichte Mindestverkaufshöhe umschreibt, während Bestseller lediglich einen Vergleich mit Konkurrenzprodukten herstellt. Sprachlich setzt sich das Wort aus dem deutschen Morphem „Millionen“ in Kombination mit dem englischen -„seller“ zusammen.
Schwierig ist die Zählweise der Tonträgerumsätze. Bei Singles zählt deren A-Seite, solange sie im Rahmen der Erstverwertung verkauft wird; der Verkaufszeitraum kann das Veröffentlichungsjahr überschreiten. Das weltweit anerkannte Referenzbuch für Millionenseller von Joseph Murrells zählt eine Single als eine Einheit, eine EP als zwei und ein Musikalbum als sechs Einheiten, muss aber auch Umsatzschätzungen vornehmen. Murrells weist häufig nach, dass ein Millionenseller nicht bis zum ersten Rang einer Hitparade vorgedrungen war, der durch einen anderen Titel blockiert wurde, welcher weniger verkaufsstark gewesen war. Wird eine Single später wiederveröffentlicht oder ist im Rahmen der Zweitverwertung Teil einer Kompilation, so zählt auch dies bei den Umsätzen anteilig mit. Beispielsweise enthält die in Deutschland im Februar 2009 erschienene CD Die kennt jeder – Rock’n’ Roll Millionenseller insgesamt 20 Titel – die nicht allesamt wirklich Millionenseller waren; die Umsätze der CD werden anteilig auf den Umsatz eines jeden Titels angerechnet.
„Es gibt niemanden, der präzise Angaben über den Plattenumsatz von White Christmas machen kann“, sagt Branchenkenner Bob Livingston. Rückläufe unverkaufter Platten können die Umsatzstatistik noch nach unten korrigieren. So prüft die RIAA, die in den USA den Gold- oder Platinstatus vergibt, erst nach einer Wartefrist von 120 Tagen die genauen Umsatzzahlen. Die Übertragung von Verkaufszahlen, Airplay oder Online-Downloads in eine aktuelle Zusammenstellung mittels Reihenfolge stellt einen hochsubjektiven Vorgang dar. Die Tabellierung eines bestimmten Charts ist kein Maßstab für die Intensität (Verkaufszahlen, Airplay usw.), sodass ein bestimmter Top-10-Hit einer bestimmten Periode möglicherweise den Nummer-eins-Hit einer anderen Zeit umsatzmäßig übertroffen hätte.

### Tonträger
Das Wort Millionenseller wird meist im Zusammenhang mit Tonträgern, Automobilen und Unterhaltungssoftware gebraucht. Wenn in der Musikindustrie Tonträger (Singles, LPs, CDs, DVDs oder Musikdownloads) einen Umsatz von mindestens einer Million Stück erzielen, werden diese als Millionenseller bezeichnet. Der Spiegel benutzt den Begriff ersichtlich seit April 1981, als er erstmals den Millionen-Seller-Status von Bruce Springsteens Album Born to Run hervorhob. Seitdem kommt der Begriff in diesem Nachrichtenmagazin häufig vor. Er wird in den Ausgaben 39/1984 vom 24. September 1984 (über die Prince-LP Purple Rain, S. 220), 7/1985 vom 11. Februar 1985 (über Creedence Clearwater Revival, S. 175), 17/1985 vom 22. April 1985 (über Paul Young, S. 226), 22/1985 vom 27. Mai 1985 (über Sade Adu, S. 118), 27/1985 vom 1. Juli 1985 (über Madonna, S. 159), 12/1986 vom 17. März 1986 (Single Du von Peter Maffay, S. 242) bis in die jüngste Zeit erwähnt. So weiß der Spiegel im Zusammenhang mit Rickie Lee Jones zu berichten, dass deren überraschende Stilwechsel nicht gerade die Berufsauffassung seien, „durch die man es nach den Gesetzen der Musikwelt zum Millionen-Seller bringt.“
Die Größenordnung eines Millionensellers wird nach wie vor selten erreicht und kennzeichnet den besonderen Erfolg, den ein bestimmter Musiktitel beim Käuferpublikum erzielt hat. Der Millionensellerstatus (oder auch schon Umsatzerfolge darunter) ist mit der Verleihung einer Goldenen oder gar Platin-Schallplatte verbunden, deren Verleihung von Erreichen einer Mindeststückzahl abhängig gemacht wird. Der werbeträchtige Hinweis hierauf kann den Absatz nochmals fördern. Künstler, welche die Millionengrenze erreichen, werden von der Musikindustrie als ausgewiesene Publikumslieblinge gefeiert, im Fernsehen oder auf Tourneen präsentiert und können mit attraktiven Plattenverträgen rechnen. Millionenseller sind ein Gradmesser der Popularität eines bestimmten Musiktitels und werden in den Medien besonders herausgehoben. Zudem sind sie ein äußeres Statusmerkmal von Plattenstars.

Enrico Caruso – Vesti La Giubba (1904)

In den USA, dem weltweit größten Schallplattenmarkt, hatte sich seit dem Zweiten Weltkrieg die Zahl der Millionenseller verdoppelt. Erreichten noch im Jahre 1945 insgesamt 21 Platten den Millionenstatus, waren es im Jahre 1955 bereits fünfzig. Der Zeitraum, in dem der Millionenstatus erreicht wurde, hatte sich dort von 3 bis 5 Jahren im Jahre 1945 auf ein Jahr seit Veröffentlichung im Jahre 1955 verkürzt. Den Status erreichten die Platten meist im ersten Jahr nach ihrer Veröffentlichung. In Großbritannien gab es in den 50er Jahren lediglich 3 Millionenseller, 17 in den 60er Jahren, 27 in den 70er Jahren, 19 in den 80er Jahren, 32 in 90er Jahren, 15 zwischen 2000 und 2009 und seit 2010 bereits 10.

#### Erster Millionenseller
Erster Millionenseller in der Musikbranche überhaupt war in den USA Enrico Carusos Titel Vesti La Giubba (RCA Victor 7720), aus der Oper Pagliacci von Ruggero Leoncavallo. Der Song entstand erstmals lediglich mit Piano-Begleitung am 12. November 1902, wurde dann am 1. Februar 1904 in New York neu aufgenommen und verkaufte sich nach seiner US-Veröffentlichung im Mai 1904 über eine Million Mal.

#### Erster deutscher Millionenseller

Lale Andersen – Lili Marleen (1939)

Elton John – Candle in the Wind (1997)

Erster Millionenseller auf dem deutschen Schallplattenmarkt war Lili Marleen (Electrola 6993), gesungen von Lale Andersen, der nach seiner Veröffentlichung im August 1941 knapp zwei Millionen Exemplare umsetzte. Der Song erschien in mindestens 42 Versionen weltweit und gilt als das klassische Soldatenlied, das auch in Afghanistan (für die Bundeswehr von Radio Andernach) gesendet wurde.

#### Weltweit größter Millionenseller
Als Nachruf auf den Tod von Prinzessin Diana hat Elton John im September 1997 ein mit neuem Text versehenes Remake seiner bereits im Februar 1974 erschienenen Ballade Candle in the Wind herausgebracht, die textlich nicht mehr Marilyn Monroe, sondern der verstorbenen Prinzessin („England’s Rose“) gewidmet ist. Die Single wurde weltweit 37 Millionen Mal verkauft, allein in Großbritannien wurden 4,98 Millionen Exemplare umgesetzt. In Deutschland gilt sie seit 1997 mit 4,5 Millionen Exemplaren als meistverkaufte Single aller Zeiten.

### Autos
Auch bei Autos wird von Millionenseller gesprochen. Der seit 1946 hergestellte VW Käfer war bis 1974 das meistverkaufte Fahrzeug der deutschen Automobilgeschichte aus deutscher Produktion. Wurden im Februar 1948 noch 20.000 Käfer ausgeliefert, waren es im März 1950 bereits 100.000. Am 5. August 1955 lief das ein millionste Fahrzeug feierlich vom Band. Mit 15 Millionen Fahrzeugen stellte er im Jahre 1972 den Produktionsrekord des legendären Ford Modell T ein, bei dem die Millionenmarke bereits am 10. Dezember 1915 erreicht worden war.
Der VW Golf gilt mit über 26 Millionen verkauften Exemplaren als das meistverkaufte Auto der Welt – allerdings alle Modellbezeichnungen zusammengenommen. Hält man sich strikt an die Modellbezeichnung, liegt mit 34,188 Millionen Exemplaren der Toyota Corolla vorne. Millionenseller ist allerdings kein ausschließlich im Spiegel zu findender Begriff, auch eine Vielzahl anderer Quellen benutzt ihn. Der Focus titelt mit „Fakten zum Golf I bis IV: Die Millionenseller“ und beschreibt die Erfolgsgeschichte dieses Modells.

### Sonstige Produkte
Auch bei Büchern ist zuweilen vom Millionenseller die Rede, wenn ihre Auflage die Millionengrenze überschreitet. Der Bundesverband Interaktive Unterhaltungssoftware (BIU) hatte am 11. Januar 2013 bestätigt, dass es im Jahre 2012 in Deutschland drei Spiele mit mehr als einer Million verkaufter Exemplare gegeben habe. Es handelte sich um Battlefield 3, Call of Duty: Modern Warfare 3 und FIFA 13.

## Bewertung
Der Pionier der Bestsellerforschung Werner Faulstich hat das Phänomen des Bestsellers – wie viele andere – untersucht. Die in diesem Wissenschaftszweig thematisierten Untersuchungsgebiete können kulturkritisch, rezeptionsorientiert, produktionsorientiert oder medienorientiert sein. Die in Bestsellerlisten auftauchenden Bücher sind nicht zwangsläufig literarisch oder ästhetisch die besten, aber dennoch die gefragtesten Lieblingsbücher in einem bestimmten Zeitraum. Einflussfaktoren, die einen Bestseller ausmachen, sind insbesondere Werbung, Medien, Literaturkritiker, Buchmessen, Bestsellerlisten und – nicht zuletzt – die interessierten Leser. Eine Rolle spielt auch die so genannte Personalisierung durch Bestsellerautoren („Der neue Grisham“ oder „der neue Dan Brown“). Bereits bekannte Autoren profitieren daher von ihrem Markenprofil, so dass beispielsweise eine Neuerscheinung von Dan Brown in seinem Segment von Beginn an bessere Chancen hat als das neue Buch eines noch unbekannten Autors. Nachgewiesen ist auch der Einfluss von Bestsellerverlagen, denn der „US-Buchmarkt (befindet sich) im Würgegriff der Buchkonzerne“. Dort konnten im Publishers Weekly die größten fünf Buchverlage (Random House, Penguin Books, Simon & Schuster, HarperCollins und Hachette Book Group) 83 % aller Hardcoverränge der Jahresbestsellerliste belegen.
Bestseller entstehen in Märkten, in denen produktbezogenes Wissen eine konsumnutzenrelevante Voraussetzung darstellt. Wissensgewinnung erfolgt dabei durch
- direkten Kontakt zum Angebot (aktuell investierte Lektürezeit oder bereits erfolgter Konsum von Büchern desselben Autors),
- indirekten Kontakt über Informationskanäle (Werbung, Medienberichterstattung),
- persönlichen Austausch mit anderen Personen (Mundpropaganda).